# Verdicchio di Matelica
Verdicchio di Matelica ist ein italienischer Weißwein und Schaumwein aus der Gegend westlich von Ancona, Marken. Er hat seit 1967 den Status einer geschützten Herkunftsbezeichnung Denominazione di origine controllata (DOC), die zuletzt am 7. März 2014 aktualisiert wurde. Einige Weine werden auch nach den Produktionsvorschriften der strengeren DOCG-Apellation hergestellt und haben seit 1995 den Namen Verdicchio di Matelica Riserva.

## Anbaugebiet
Die Zone umfasst für beide Denominationen die gleichen Gemeinden:
- in der Provinz Macerata: Camerino, Castelraimondo, Cerreto d’Esi, Esanatoglia, Gagliole, Pioraco und Matelica
- in der Provinz Ancona: hier Teile der Gemeindegebiete von Cerreto d’Esi und Fabriano

Die Rebflächen befinden sich dabei mehrheitlich auf Süd-West-Hängen am Fluss Esino. Die Weinberge liegen im gebirgigen Hinterland an den Hängen der Apenninen.

## Herstellung
Der Wein wird zu 85–100 % aus der Rebsorte Verdicchio gekeltert. Hinzugefügt werden dürfen 0–15 % andere weiße Rebsorten, die in der Region Marken zum Anbau zugelassen sind. Die Erträge sind niedrig, der Höchstertrag ist begrenzt. Die Verdicchio Weine vergären heute meist ohne die Schalen der Trauben in temperaturgeregelten Behältern. Der Wein verbleibt danach ca. sechs Monate in Tanks, bevor er vermarktet wird. Der Wein sollte jung getrunken werden. Außer dem Weißwein werden auch ein Schaumwein („Verdicchio di Matelica Spumante“) sowie ein Süßwein („Verdicchio di Matelica Passito“) erzeugt. Der Passito muss mindestens bis zum 1. Dezember des Folgejahres gelagert werden, bevor er vermarktet werden darf. 2016 wurden in diesem Gebiet von 204 ha Rebfläche 18.527 hl DOC-Wein erzeugt.

## Beschreibungen
Laut Denomination:

### Verdicchio di Matelica
- Farbe: blasses strohgelb
- Geruch: zart, charakteristisch
- Geschmack: trocken, harmonisch, mit einem angenehm bitteren Nachgeschmack
- Alkoholgehalt: mindestens 11,5 %
- Gesamtsäure: mindestens 4,5 g/l
- Trockenextraktgehalt: mindestens 16,0 g/l

### Verdicchio di Matelica Passito
- Farbe: von strohgelb bis bernsteinfarben
- Geruch: charakteristisch, ätherisch, intensiv
- Geschmack: von lieblich bis süß; harmonisch, samtig mit bitterem Nachgeschmack, charakteristisch
- Alkoholgehalt: mindestens 12,0 % (potentieller Alkoholgehalt: mindestens 15 % Vol., aber die Gärung wird vorher gestoppt, sodass noch genug Restsüße im Wein verbleibt.)
- Gesamtsäure: mindestens 4,0 g/l
- Trockenextraktgehalt: mindestens 19,0 g/l

### Verdicchio di Matelica Spumante
- Perlage: fein und anhaltend
- Farbe: mehr oder weniger intensives strohgelb mit grünlichen Reflexen
- Geruch: charakteristisch, zart, fein
- Geschmack: von extrabrut bis trocken; fruchtig, frisch, fein und harmonisch;
- Alkoholgehalt: mindestens 11,5 %
- Gesamtsäure: mindestens 4,5 g/l
- Trockenextraktgehalt: mindestens 15,0 g/l

Die DOC-Weine dürfen nicht vor dem 1. Dezember des auf die Ernte folgenden Jahres verkauft werden.

### Verdicchio di Matelica Riserva (DOCG)
- Farbe: strohgelb[2]
- Geruch: zart, charakteristisch
- Geschmack: trocken, harmonisch, mit einem angenehm bitteren Nachgeschmack
- Alkoholgehalt: mindestens 12,5 %
- Gesamtsäure: mindestens 5,0 g/l
- Trockenextraktgehalt: mindestens 18,0 g/l

Der DOCG-Wein muss mindestens 18 Monate gereift sein, bevor er in den Handel kommen darf.